# Cantonul Laragne-Montéglin
Cantonul Laragne-Montéglin este un canton din arondismentul Gap, departamentul Hautes-Alpes, regiunea Provence-Alpes-Côte d'Azur, Franța.

## Comune
- Eyguians
- Laragne-Montéglin (reședință)
- Lazer
- Monêtier-Allemont
- Le Poët
- Upaix
- Ventavon